# Astacilla carlosteroi
Astacilla carlosteroi là một loài chân đều trong họ Arcturidae. Loài này được Reboreda, Wägele & Garmendia miêu tả khoa học năm 1994.